# Мильштейн, Олег Сергеевич
Оле́г (Ца́лик) Серге́евич Мильште́йн (27 октября 1945, Сороки, Молдавская ССР — 14 октября 2015, Нюрнберг, Германия) — советский молдавский и российский композитор, аранжировщик, эстрадный музыкант.
Основатель и бессменный художественный руководитель вокально-инструментального ансамбля «Оризонт». Член Союза композиторов СССР, России и Молдовы. Заслуженный артист РСФСР (1990).

## Биография
Родился 27 октября 1945 года в молдавском городке Сороки в семье парикмахера Срула Овсеевича Мильштейна и Ханы Иделевны Подлубной. Окончил среднюю и музыкальную школы, культпросветучилище в Сороках, а затем Кишинёвскую консерваторию по классу композиции и дирижирования.
С 1964 года активно посещает Союз композиторов Молдавии, где получает консультации по композиции у известного композитора Павла Ривилиса, и в этом же году впервые печатает свои песни «Мой Днестр родной» на стихи В. Шкруднева и «Песня молодых солдат» на стихи К. Семеновского. Три года службы в армии (1964—1967) прошли в военном оркестре Кишиневского гарнизона под руководством майора Игоря Маслова. Готовясь к конкурсу военных оркестров Одесского военного округа, Мильштейн делает переложение для духового оркестра 2-й части (9 января) симфонии № 11 «1905 год» Дмитрия Шостаковича. Пишет ряд песен и симфоническую поэму для чтеца и оркестра «Памяти павших», которая была впоследствии переложена для духового оркестра и включена в программу III съезда композиторов Молдавии.

## Творческая деятельность
Среди сочинений Олега Мильштейна — симфоническая поэма «Памяти павших» (1967), струнный квартет (1972), соната для скрипки и фортепиано (1974), «Молдавская сюита» (1971), пьеса для трубы и эстрадного оркестра (1975), вокальный цикл «О любви» (слова И. Шаферана) (1976), скерцо для кларнета и фортепиано (1973), музыка к драматическому спектаклю «Будьте счастливы, люди!» (1970), к кукольным спектаклям «Лесные часы» (1975), «Поросенок Чок» (1974), многочисленные песни на стихи советских поэтов, сборник аранжировок для ВИА «Пе струнэ де китарэ» (совместно с композитором Евгением Дога) (1972) и многие другие.

### Ансамбль «Фортина»
Ещё во время учёбы в консерватории создает эстрадный ансамбль «Фортина» при Городском Доме молодёжи, с которым успешно концертирует в Москве, Ленинграде, Таллине, Сухуми и других городах СССР. Программа этого ансамбля делилась как бы на три части: песни советских авторов, фольклорные обработки и песни молдавских композиторов, и лучшие образцы зарубежной музыки. Звучали композиции Рэй Чарльза (What’d i say), Фрэнка Синатры (Fly Me To The Moon), инструментальная музыка Франсиса Лея к фильму Клода Лелуша «Мужчина и женщина» и много другой зарубежной музыки. Именно в этом ансамбле сделали первые шаги теперь известные: композитор Петря Теодорович, гитарист Юрий Григорович, композитор Ян Райбург, юморист и композитор, создатель программы «Городок» Российского телевидения Илья Олейников (Клявер).
Из воспоминаний композитора Яна Райбурга:

«Моя творческая деятельность как музыканта и исполнителя началась с великолепного ансамбля „Фортина“, известного в то время на весь Советский Союз. Наш руководитель Олег Мильштейн, который впоследствии создал ещё более известный и популярный в 1970—1980-е годы ансамбль „Оризонт“, не ограничивал нас рамками самодеятельного творчества при Доме молодёжи, а предоставил нам условия и возможность больших творческих гастролей. Мы ездили по Союзу и зарабатывали большие по тем временам деньги, выступая в центральных залах Риги, Таллинна, Вильнюса, Ленинграда, Киева и других городов. Поэтому настоящим и истинным „музыкальным отцом“, наставником, стал для меня именно мой руководитель — композитор Олег Мильштейн, который и привил мне первую истинную творческую закалку и, которому, я очень многим обязан в формировании своего творческого фундамента, вкуса и дальнейшего творческого становления».

Ансамбль «Фортина» был расформирован в 1969 году. Формулировка — «преклонение перед западной музыкой».

### Ансамбль «Сонор»
С 1969 года работает руководителем эстрадного сектора Республиканского Дома народного творчества и одновременно создает ансамбль «Сонор» при Доме офицеров, перешедший потом в Республиканский Дворец культуры профсоюзов Молдавии. Этот коллектив становится лауреатом Всесоюзного телевизионного конкурса «Молодые голоса» (Москва, 1973 год), дипломантом и лауреатом Всесоюзных фестивалей эстрадных исполнителей «Янтарь Лиепая» (Латвия, 1971 и 1972 годы). Заметным событием в жизни ансамбля «Сонор» явилось участие в работе и концертах II Пленума Правления Союза композиторов СССР, посвященной советской песне, которые состоялся 4—8 февраля 1975 года.
Огромным и значительным событием в жизни ансамбля «Сонор» стало приглашение, полученное за подписью заведующего сектором культуры ЦК ВЛКСМ Панченко Владимира Всеволодовича, принять участие в правительственном концерте для делегатов XVII съезда ВЛКСМ в Кремлёвском Дворце съездов (Москва, 1974 год). Эстрадных коллективов, включенных в программу такого ответственного концерта, было всего два. «Сонор» и ансамбль «Песняры». Во-первых, для нас была огромная честь участвовать в концерте, на котором будут присутствовать первые лица нашего государства, а во-вторых, этот концерт явился поистине знаковым событием для всей страны. Зал Кремлёвского Дворца съездов, стоя, под продолжительные аплодисменты провожал первые сформированные комсомольские отряды, уходившие на строительство Байкало-Амурской магистрали. А вскоре ансамблю «Сонор» присваивают титул лауреата Первого международного фестиваля советской песни «Алеша» в городе Пловдив, где очень большой успех выпадает на долю песни «Товарищ Алеша», написанной Олегом Мильштейном на слова Вячеслава Полтавца специально для этого фестиваля (Болгария, 1975 год). Композитор О. Мильштейн награждается почетным знаком «Отличник культуры Болгарии».
«Сонор» стал стартовой творческой площадкой для многих очень талантливых музыкантов: гитариста Руслана Цэрану (Франция), гитариста Юрия Ботнарь (Россия), певицы Анастасии Лазарюк (Румыния), композитора Самсона Кемельмахера (Израиль), певца и композитора Юрия Садовника (Молдова). Вот что пишет в своих воспоминаниях ныне хорошо известный музыкант и джазово-гитарный виртуоз Руслан Цэрану:

«Работая в Молдавии, до отъезда во Францию, я прошел очень хорошую школу. Мне посчастливилось быть другом и соратником таких музыкальных, исторических личностей, как Михаил Альперин, Мария Кодряну, Олег Мильштейн, Ион Суручану, Петр и Ион Теодорович, Юрий Садовник и Нина Круликовская. Особенно мне запомнился тот период времени, когда я работал в ансамбле „Сонор“, руководимый композитором Олегом Мильштейном. Что меня поражало в этом необыкновенном человеке — это уникальная увлеченность, интерес к тому, о чём он говорил и что делал. Он очень тонко, филигранно работал с музыкантами и певцами, которые понимали и чувствовали его с полуслова. Об этом хорошо помнят только очевидцы событий. Он всегда был и по жизни дирижёром и лидером».

Анастасия Лазарюк совместно с певицей Галиной Ненашевой представляет СССР на международном фестивале советской песни в городе Зелена Гура (Польша, 1971 год). В 1974 году творческое объединение «Экран» Центрального телевидения снимает фильм-концерт ансамбля «Сонор», куда входят лучшие его песни.

### Ансамбль «Оризонт»
Ансамбль «Оризонт» начал свой творческий путь в Молдавской государственной филармонии в 1976 году. Основателем и бессменным руководителем коллектива стал выпускник Кишиневской Государственной консерватории, дирижёр и композитор Олег Мильштейн. С первого дня своего существования ансамбль «Оризонт» был создан как вокально-инструментальный ансамбль, не имея ничего общего с молдавским фольклорным народным коллективом. Наоборот — «Оризонту» удалось органично преподнести современными эстрадными красками синтез авторских произведений и элементы народных мотивов молдавского фольклора. Создавались такие аранжировки, которые по качеству не уступали той музыке, которую играли лучшие западные команды тех лет. Как молодёжный творческий коллектив ансамбль «Оризонт» был подвержен поиску и не боялся творческих экспериментов. Его удивительная смесь блюза, джаза, рока, фанка и элементов музыки «соул» — это стиль в музыке, который называется одним словом «фьюджен». Он стал яркой отличительной чертой ансамбля, и сразу нашёл своего зрителя. ВИА «Оризонт» стал первым в СССР, кто играл «фанк» музыку. За остроту сложной синкопической игры духовой группы ансамбль «Оризонт» сравнивали с западной группой «Земля, ветер, огонь».
В первый состав ансамбля «Оризонт» вошли: Татьяна Грекул, Леонид Рабинович, Татьяна Васильева, Илья Раду-Райзман (скрипичная группа); Альберт Лысенко, Владимир Письменный, Эрик Маянов, Александр Слободской, Валерий Савич, Григорий Михайлов. (духовая группа); Ливиу Штирбу, Ян Лемперт, Евгений Подакин, Александр Оприца (ритм-секция); Александр Носков, Нина Круликовская, Дмитрий Смокин, Светлана Рубинина, Штефан Петраке (вокалисты); Ян Берман (звукорежиссёр). Первый состав ансамбля «Оризонт» со временем видоизменялся, однако основная группа, образовавшая его костяк, работала на протяжении долгих лет, вплоть до окончания существования коллектива. В состав ансамбля «Оризонт» всегда подбирались только музыканты-профессионалы — с высшим и средним музыкальным образованием.
Первые концерты ансамбля «Оризонт» состоялись 1—10 марта 1977 года и были приурочены к ежегодному музыкальному фестивалю искусств «Мэрцишор», проводимому в Молдавии. Ансамбль впервые познакомил зрителей республики со своей дебютной программой, чем сразу привлек к себе внимание зрительского зала. Вскоре ансамбль «Оризонт» уверенно выступает за пределами своей республики и вписывает яркую и самобытную страницу в историю советской эстрады. Большинству слушателей ансамбль «Оризонт» стал известен с 1978 года, после победы на Всесоюзном телевизионном конкурсе «С песней по жизни». Ансамбль участвует в самых престижных Всесоюзных песенных фестивалях: «Золотой колос» в Алма-Ате, «Майские звезды» в Москве, «Паланга-78», «Весна Ала-Тоо» во Фрунзе, «Музыкальная осень» в Белоруссии, «Музыкальная осень» на Ставрополье, «Зори Кавказа» в Грозном и других. «Оризонт» представляет Советский Союз, совместно с певцами Аллой Пугачёвой и Яаком Йолой, на первой совместной телевизионной программе телевидения ГДР «Мелодии друзей». Приятно было узнать, что песня Олега Мильштейна, написанная на слова немецкого поэта Ганса Мескентина «Когда звучат инструменты», которая была написана специально для этой программы, завоевала в Германии огромную любовь и популярность.
Очередным значительным событием в жизни коллектива стало его участие во Всесоюзном песенном фестивале «Песня года». Коллектив и исполняемые песни получают звание Лауреатов. В 1978 году песня «Калина» (М. Новикас — Ю. Кобрин), которая вскоре становится визитной карточкой ансамбля, и в 1979 году песни «А любовь жива» (А. Бабаджанян — А. Монастырев, О. Писаржевская) и «Я пою о любви» (К. Руснак — Е. Криммерман). Следующие годы были не менее успешными в жизни ансамбля. Творческое объединение «Экран» Центрального телевидения снимает новый фильм-концерт под названием «Молдавские эскизы». Режиссёр — Юрий Сааков. В фильме через призму песен «Оризонта» было показано многогранное изобразительное искусство художников Молдавии. Этот фильм был продан Центральным телевидением в 13 стран мира.
Продолжаются успешные гастроли ансамбля по всему Советскому Союзу. Ансамбль становится частым гостем у моряков
Краснознаменного Тихоокеанского флота, у строителей БАМа и Нурекской ГЭС, рабочих Атоммаша и КАМАЗа, хлопкоробов Узбекистана, слушателей и выпускников Академии им. Дзержинского, у космонавтов в Звёздном городке. «Оризонт» остается частым гостем в музыкально-развлекательных программах Центрального телевидения, таких, как: «Новогодний Голубой огонек», «Утренняя почта», «Песня года»; программах — «Олимпиада-80», концертам к Первомайским праздникам и Женскому дню 8 марта и других. Фирма «Мелодия» выпускает один за другим пластинки с новыми записями ансамбля «Оризонт». Пластинка ансамбля «А любовь жива» представляется фирмой «Мелодия» на международную музыкальную ярмарку грампластинок в программе фестиваля МИДЕМ-81 в Каннах.
Не находя должной поддержки в руководстве Министерства культуры Молдавии, руководитель ансамбля «Оризонт», при поддержке всего коллектива, принимает непростое решение покинуть Молдавию и уйти под крыло Росконцерта в Ставропольскую краевую филармонию.

### Ставропольская краевая филармония
В 1982 году коллектив начинает работу в Ставропольской краевой филармонии. Годы работы в Ставрополе — «золотой век» в биографии «Оризонта». Буквально через два месяца после прихода в Ставропольскую филармонию ансамбль «Оризонт» проводит серию аншлаговых концертов, с 1 по 6 июня в Москве, во Дворце спорта «Дружба» Центрального стадиона им. Ленина. В этот же период творческое Объединение «Экран» снимает третий фильм — концерт ансамбля «Оризонт» на пароходе по Москве-реке (режиссёр Гарри Бабушкин). Фильм вскоре выходит на Всесоюзный экран. Фирма «Мелодия» выпускает очередной диск-гигант ансамбля «Оризонт» под названием «Мой светлый мир», который получает широкое признание слушателей.
А тем временем творческие успехи ансамбля «Оризонт» набирают обороты с каждым днём. Многие наверняка помнят программу «Мелодии друзей». Эту программу готовила известный музыковед отечественной эстрады, главный режиссёр репертуарно-художественной коллегии Госконцерта СССР — Валентина Александровна Терская. Это была международная программа, в которой принимали участие артисты многих зарубежных стран и лучшие артисты СССР. «Оризонт» дважды участвовал в программе «Мелодии друзей» от Советского Союза и сольно, и как аккомпаниаторы.
Очень интересной работой «Оризонта» стало его участие в телевизионном цикловом проекте Центрального телевидения «Времена года» (режиссёр — Лариса Григорьевна Маслюк, главный оператор — Геннадий Иванович Зубанов). В цикле «Осень» была снята молдавская песня Олега Мильштейна на стихи Ливиу Деляну «Как мне быть», в которой присутствовали: народный коллектив, изображающий свадьбу, лошади, кучера, телеги, танцевальные коллективы и т. д.
Вскоре по направлению Союзконцерта ансамбль «Оризонт» отправляется в рамках Всесоюзного абонемента «Мастера искусств — труженикам Байконура» с большой концертной программой на космодром Байконур (1988 год).
Ансамбль «Оризонт» любили не только в Советском Союзе, но и далеко за его пределами. За границей «Оризонт» выступал с неизменным успехом, включая в свой репертуар и песни той страны, в которой выступал, что вызывало у зрителей особый восторг. С огромным успехом прошли гастроли ансамбля в Польше (трижды), Германской Демократической республике (четырежды), Венгрии, Югославии (дважды), Монголии, Болгарии (дважды), Афганистане, Африке (в 12 странах, дважды), Швеции, Вьетнаме, Сирии, Италии. Зарубежные поездки ансамбля «Оризонт» всегда широко освещались прессой.
Наступил 1989 год — тяжёлый период разброда и шатания. Скрипичная группа ансамбля «Оризонт» полностью распадается. Прекрасная вокалистка и скрипачка Татьяна Грекул и её муж, тоже скрипач ансамбля Геннадий Мельник, решают завести детей и создать нормальные условия для их воспитания. Солист-скрипач Илья Райзман-Раду вместе с семьей уезжает на постоянное место жительства в Америку. Талантливый вокалист и скрипач Леонид Рабинович уезжает с семьей в Израиль. Клавишник Михаил Ионис переезжает жить в Германию. Так постепенно разъехалась «старая гвардия». Олегу Мильштейну ничего не оставалось, как на их место набрать новых, молодых ребят. Появились: Александр Хиоара (вокал), Андрей Чернявский (клавишные), Эдуард Кремень (гитара), Леонид Бешлей (саксофон), Юрий Богинский и Виорел Гыскэ (ударные). Оставались в коллективе и старые участники ансамбля: бас-гитарист виртуоз и вокалист Николай Каражия, прекрасный трубач Алексей Сальников, программист Георгий Герман и вся техническая группа. Однако фирменный характерный стиль «Оризонта» все же остался и четко прослушивался, за счёт аранжировок, которые продолжал делать руководитель ансамбля — Олег Мильштейн.
Фирма «Мелодия» выпускает новый диск-гигант ансамбля «Кто виноват» (1991 год). Коллектив принимает участие во многих передачах Центрального телевидения, таких, как: «Счастливый случай», «5+», «Утренняя почта». Он также участвует в праздничных концертах, посвященных Дню радио в Колонном Зале Дома Союзов и Дню космонавтики в Концертной студии «Останкино», которые также транслировало Центральное телевидение. Ансамбль принимает участие, попадает в финал «Песни года», и становится Лауреатом 20-го Юбилейного Всесоюзного телевизионного фестиваля «Песня-90» с песней «Амор, амор» Олега Мильштейна. Он также принимает участие в промежуточных выпусках, уверенно выходит в финал и становится Лауреатом фестиваля «Песня-91» с песней «Белые ночи» Николая Каражия.
В 1991 году ансамбль получил приглашение от Аллы Пугачёвой на участие в её грандиозном детище, шоу «Рождественские встречи».
Успехов ансамбль «Оризонт» достиг благодаря основателю и его бессменному руководителю композитору Олегу Мильштейну. На протяжении всей творческой жизни ансамбля он им руководил: от начала до конца. И, как говорил он сам, — «Оризонт» — это не просто ансамбль, это школа, это целый пласт культуры, поэтому, кто бы ни уходил из него — уносит с собой древо и корни, которые живы всю жизнь. Все те, кому посчастливилось когда-то работать в ансамбле «Оризонт», до сих пор хранят о тех годах самые теплые воспоминания. Вокально-инструментальный ансамбль «Оризонт» прекратил своё существование в 1994 году.
В начале 1994 года Олег Мильштейн возглавляет творческие центры: «МОИЗ», «МАЛС», «ОРИЗОНТ», занимающиеся продюсированием и гастролями артистов в Молдове и СНГ.
Младший брат Олега Мильштейна — Игорь Мильштейн, аккордеонист и певец — основал и возглавлял ещё в Кишинёве ансамбль еврейской песни «Нехама», а по приезде в Германию воссоздал коллектив под названием «Нехама-2» в виде популярной клезмерской капеллы.

### Последние годы
В 1996 году переехал в Германию, жил в Нюрнберге. Умер 14 октября 2015 года, не дожив 13 дней до 70-летия.

## Звания и награды
- Заслуженный артист РСФСР (1990).
- Награждён почетным знаком «Отличник культуры Болгарии».